# Rifugio Becchi Rossi
Il rifugio Becchi Rossi è un rifugio situato nella frazione di Ferrere del comune di Argentera, (CN), in alta Valle Stura di Demonte, nelle Alpi Marittime.

## Storia
Il rifugio è stato inaugurato nel 1998. Nell'aprile 2025 ha variato la sua gestione.

## Caratteristiche e informazioni
Il rifugio si trova al centro dell'abitato di Ferrere,vicino alla Chiesa di San Giacomo. È di proprietà della curia ed è gestito da Magnaldi Greta e Curletto Igor
Dispone di 20 posti letto, una camere da 8, una camera da 6, una camera da 4 e una camera con un letto matrimoniale. Nelle camerate vi è l'obbligo del sacco a pelo o sacco lenzuolo. I servizi igienici, interni, sono comuni e dotati di acqua calda. Offre servizio di ristoro, bar e pernottamento (rifugio).
Da Ferrere partono diversi sentieri di montagna che conducono ai monti circostanti, tra cui l'Enciastraia, la Rocca dei Tre Vescovi, i Becchi Rossi, la Cima del Bal, la Cima delle Lose e molte altre destinazioni

## Accessi
Il rifugio è raggiungibile salendo per la carrozzabile che, distaccandosi dalla statale 21 del colle della Maddalena all'altezza di Bersezio, sale fino a Ferrere. durante il periodo invernale la strada è esposta al pericolo valanghe ed e consigliabile percorrere la strada forestale da Villaggio Primavera.

## Ascensioni
- Rocca dei Tre Vescovi  (2.867 m), difficoltà EE[1]
- Enciastraia (2.955 m), difficoltà EE
- Cima del Bal (2.831 m), difficoltà EE
- Becchi Rossi (2.261 m), difficoltà  E
- Vallone Forneris
- Cima delle Lose (2.813 m), difficoltà  EE
- Laghi di Vens (2.327)

## Traversate
- al rifugio Talarico attraverso il colle di Stau
- al rifugio de Vens (Francia) attraverso il colle del Ferro
- al rifugio della Pace (Argentera)
- grande traversata del mercantour (GTM) - tappa frazione di Bousiéyas (francia) - Ferrewre (attraverso il colle del Puriac)